# Chaudfontaine
Pour les articles homonymes, voir Chaudfontaine (homonymie).
Pour les articles ayant des titres homophones, voir Chaudefontaine.
Chaudfontaine (en wallon Tchôfontinne) est un village et commune de la province de Liège (Région wallonne de Belgique). Situé au bord de la Vesdre à une quinzaine de kilomètres de Liège, le village est connu pour la qualité de ses eaux, ce qui en a fait une station thermale réputée.

## Géographie
Arrosée par la Vesdre, un sous-affluent de la Meuse, la localité est située à une dizaine de kilomètres au sud-est de Liège. Comme son nom l'indique, plusieurs sources d'eau chaude, uniques en Belgique, jaillissent de son sous-sol rocheux à une température de 36,6 °C.
Certaines de ces sources exploitées offrent des eaux faiblement minéralisées, recommandées par l'Académie belge de Médecine pour l'alimentation des nourrissons et mises en bouteilles sur place pour la grande distribution. D'autres sources sont destinées aux cures thermales, idéales pour le traitement des rhumatismes. Victor Hugo surnomma jadis Chaudfontaine la « violette des stations thermales ».
Le fort de Chaudfontaine, détruit en partie en mai 1940 durant la seconde guerre mondiale, surplombe la commune. Il est actuellement exploité par une société proposant des parcours « aventure ». De là, partent diverses promenades vers le Casino de Chaudfontaine et les sources thermales, ainsi que vers l'entité de Vaux-Sous-Chèvremont.
En haut de la colline de Chèvremont, la basilique domine la vallée de la Vesdre ainsi que la ville de Liège. L'angle de vue va de la colline de Cointe à Coronmeuse.
La commune fait partie du Groupement Régional Économique des vallées de l'Ourthe, de la Vesdre et de l'Amblève (GREOVA).

### Localités

#### Sections de la commune
| Code INS | Nom                  | Habitants | Superficie (km²) | Densité (hab/km²) |
| -------- | -------------------- | --------- | ---------------- | ----------------- |
| 62022A   | Chaudfontaine        | 2 684     | 8,12             | 331               |
| 62022B   | Beaufays             | 5 512     | 8,34             | 661               |
| 62022C   | Embourg              | 6 156     | 4,45             | 1.384             |
| 62022D   | Vaux-sous-Chèvremont | 6 491     | 4,53             | 1.434             |

#### Villages
- - Ninane : sur la colline (212 mètres d'altitude) ;
  - Mehagne : sur la crête séparant les vallées de l'Ourthe et de la Vesdre (170 mètres d'altitude).

## Démographie

### Démographie: Avant la fusion des communes
- Source: DGS recensements population

### Démographie: Commune fusionnée
En tenant compte des anciennes communes entraînées dans la fusion de communes de 1977, on peut dresser l'évolution suivante :
Les chiffres des années 1831 à 1970 tiennent compte des chiffres des anciennes communes fusionnées.
- Source: DGS , de 1831 à 1981=recensements population; à partir de 1990 = nombre d'habitants chaque 1 janvier[2]

## Héraldique
|  | La ville possède des armoiries qu'elle aurait héritées de l'ancienne commune de Vaux-sous-Chèvremont. Celle-ci s'était vu octroyer des armoiries le 22 avril 1969. Toutefois la presse du 10 mai 2012 fait état de l'adoption par le Conseil communal de Chaudfontaine d'un nouveau « logo ». Pas d'autre précision sur le sujet. Blasonnement : De sable au lion d'or armé et lampassé de gueules. Source du blasonnement : Heraldy of the World. |

## Politique et administration

### À la suite desélections communales de 2024

#### Conseil communal
| Parti | Parti                     | Voix | Voix | Conseil | Conseil | Collège |
| Parti | Parti                     | %    | +/-  | Sièges  | +/-     | Collège |
| ----- | ------------------------- | ---- | ---- | ------- | ------- | ------- |
|       | UP!                       | 60,1 | 5    | 18 / 27 | 1       | Oui     |
|       | Générations Chaudfontaine | 20,2 | 6,8  | 5 / 27  | 2       | Non     |
|       | Réveil Citoyen            | 10,1 | 3,9  | 2 / 27  | 1       | Non     |
|       | PS                        | 9,58 | Nv   | 2 / 27  | Nv      | Non     |
| Total | Total                     | 100  | 100  | 27      | 27      | 18      |

#### Collège communal
| Collège communal  |                               |                   |
| ----------------- | ----------------------------- | ----------------- |
| Bourgmestre       | Daniel Bacquelaine            | MR - UP!          |
| 1er Échevin       | Dominique Verlaine            | Les Engagés - UP! |
| 2e Échevine       | Anne Thans-Debruge            | MR - UP!          |
| 3e Échevin        | Laurent Radermecker           | MR - UP!          |
| 4e Échevine       | Caroline Veys                 | MR - UP!          |
| 5e Échevin        | Alain Jeunehomme              | MR - UP!          |
| Président du CPAS | Didier Grisard de la Rochette | MR - UP!          |

## Lieux publics

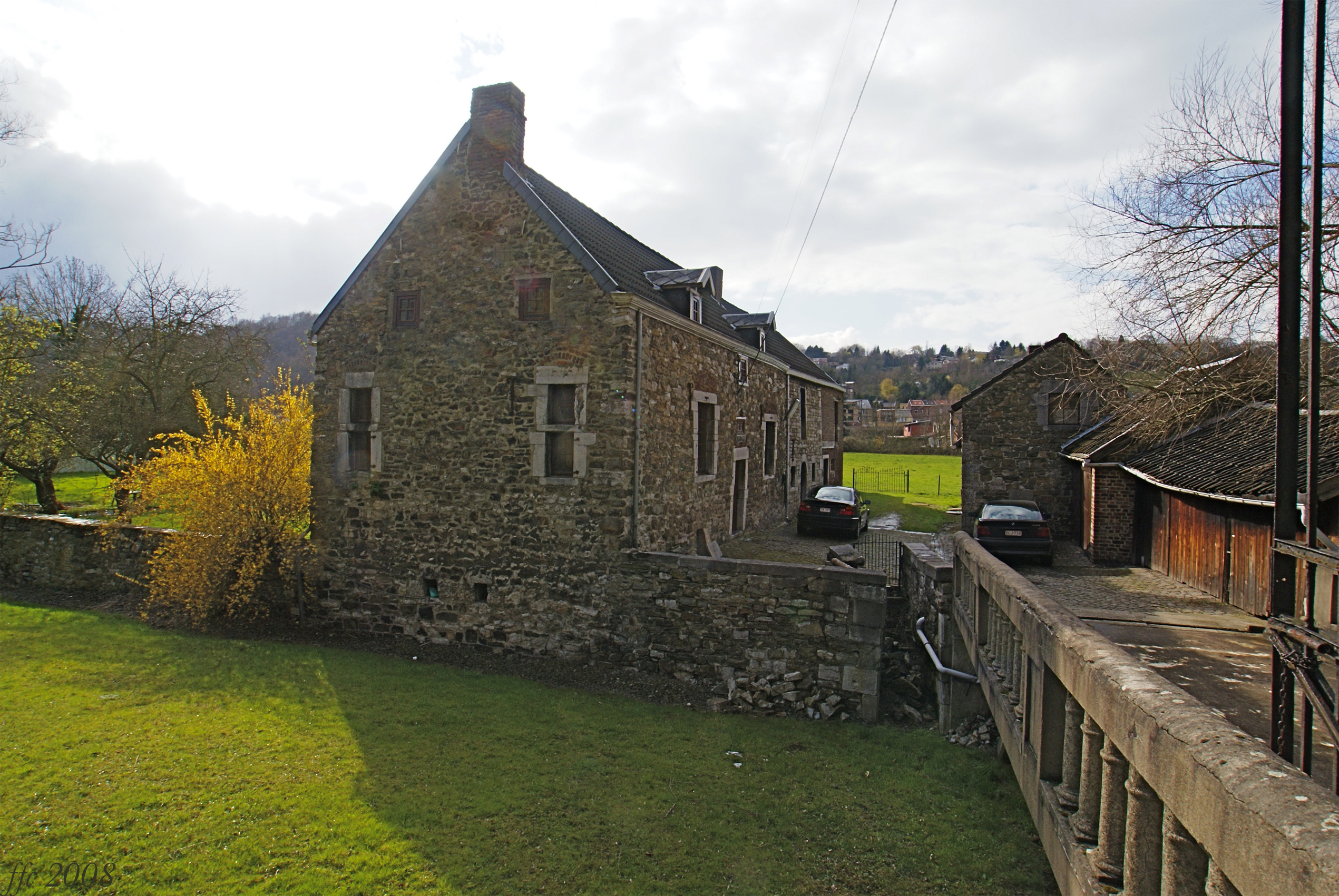
La fabrique de poudre de Curtius et son drain (asseché).

### Cimetière
L'ancien cimetière de Chaudfontaine se situe Chemin des Meuniers. 

## Photographies

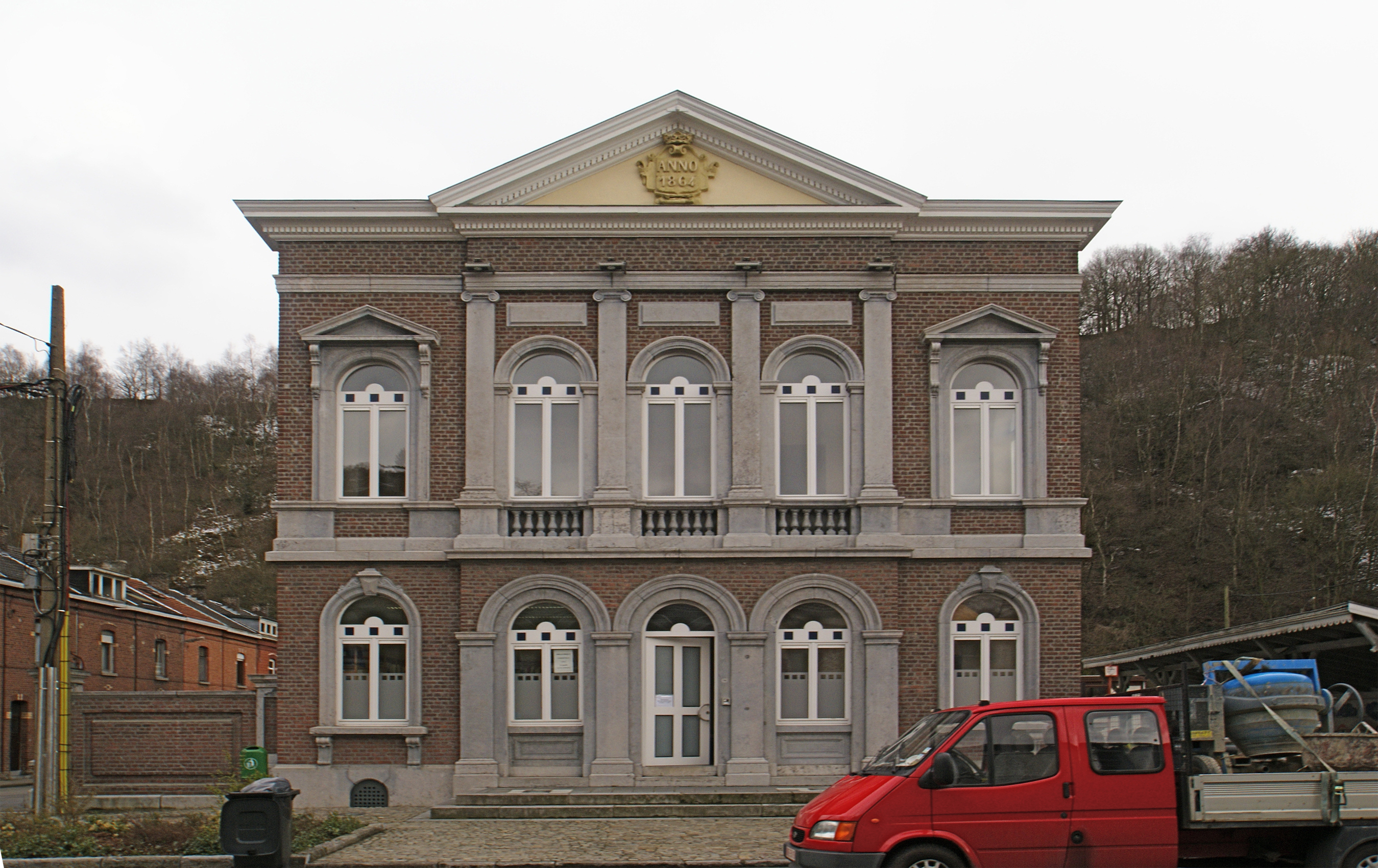
École communale.
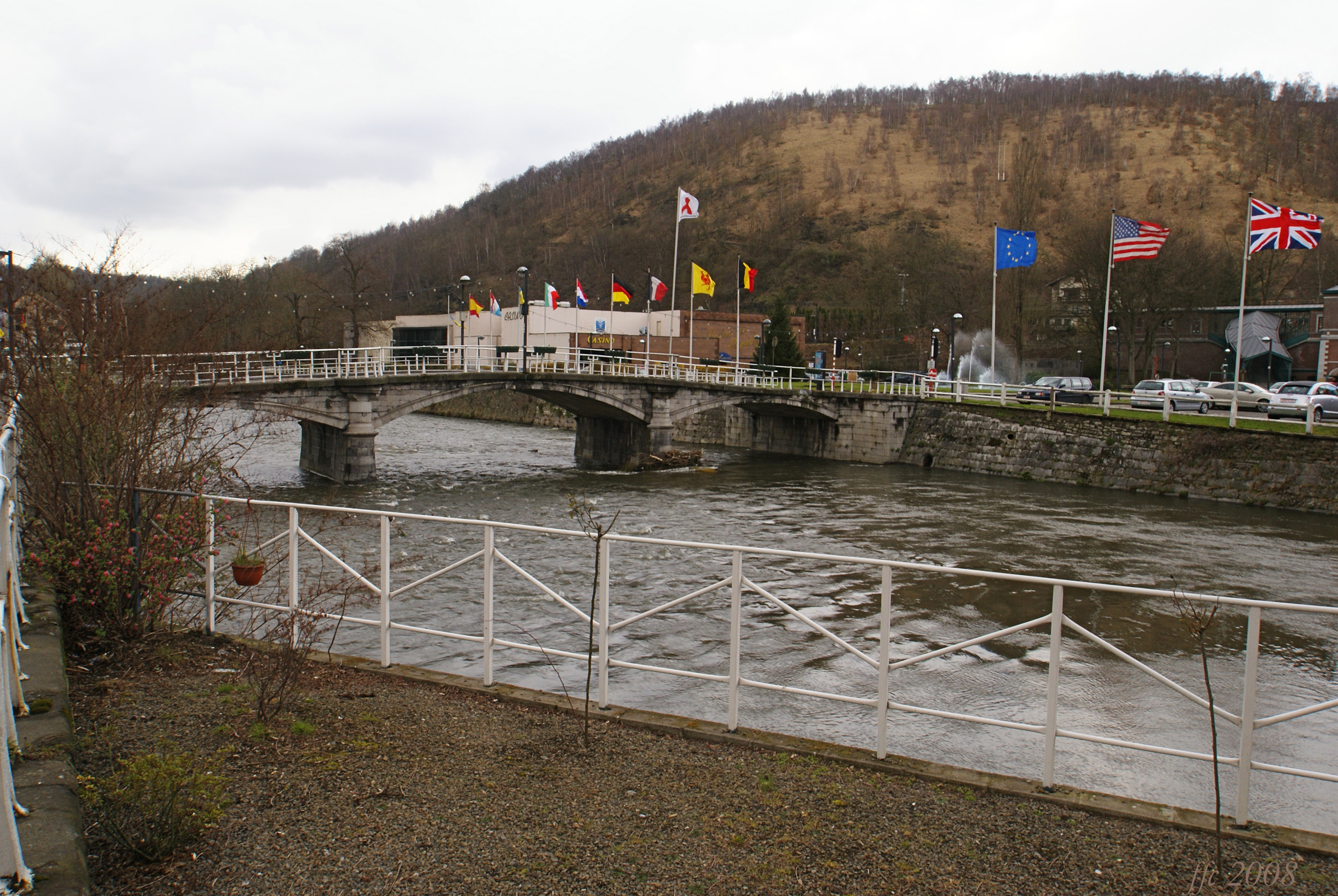
Pont sur la Vesdre et Casino au second plan.

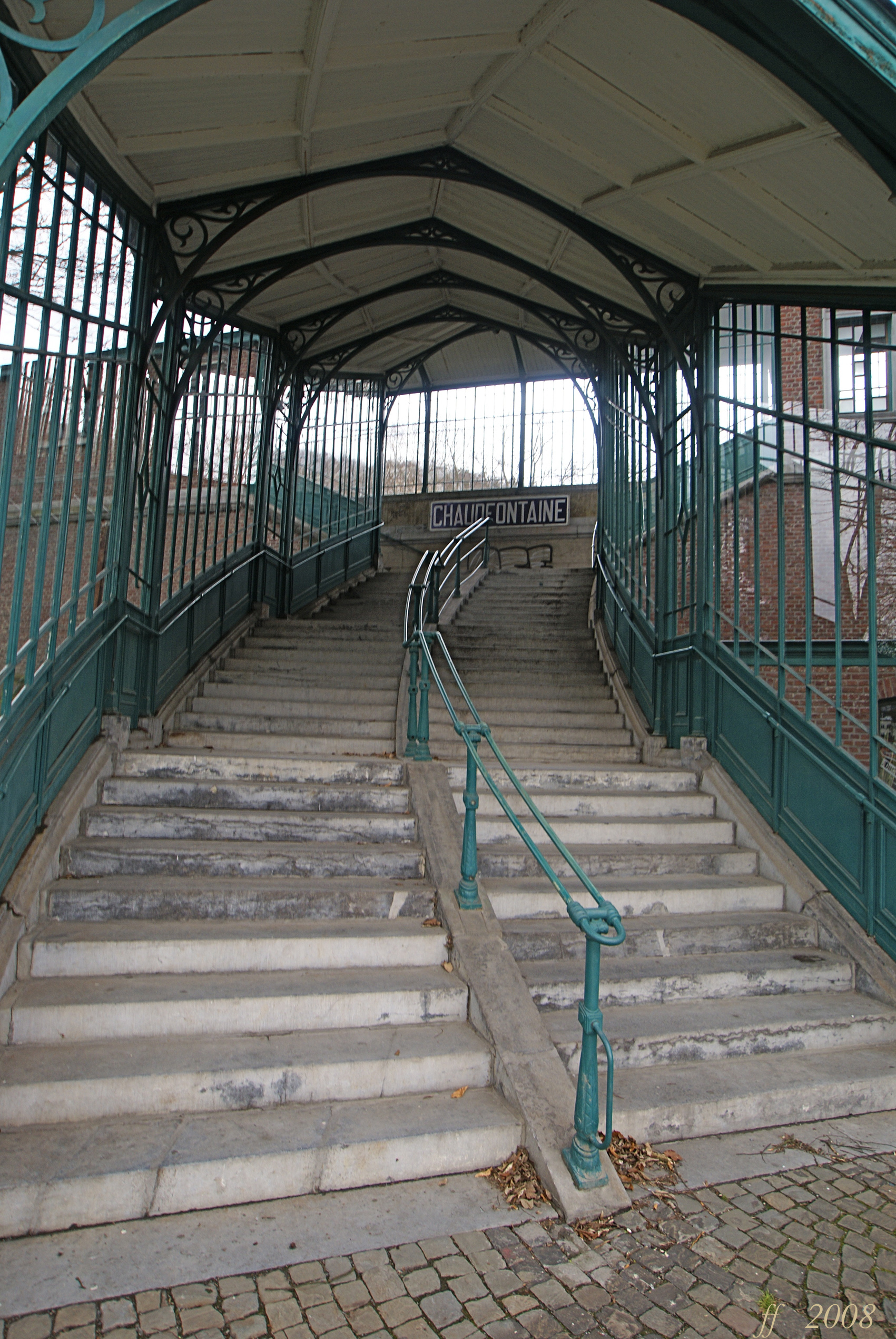
Les escaliers de la gare.
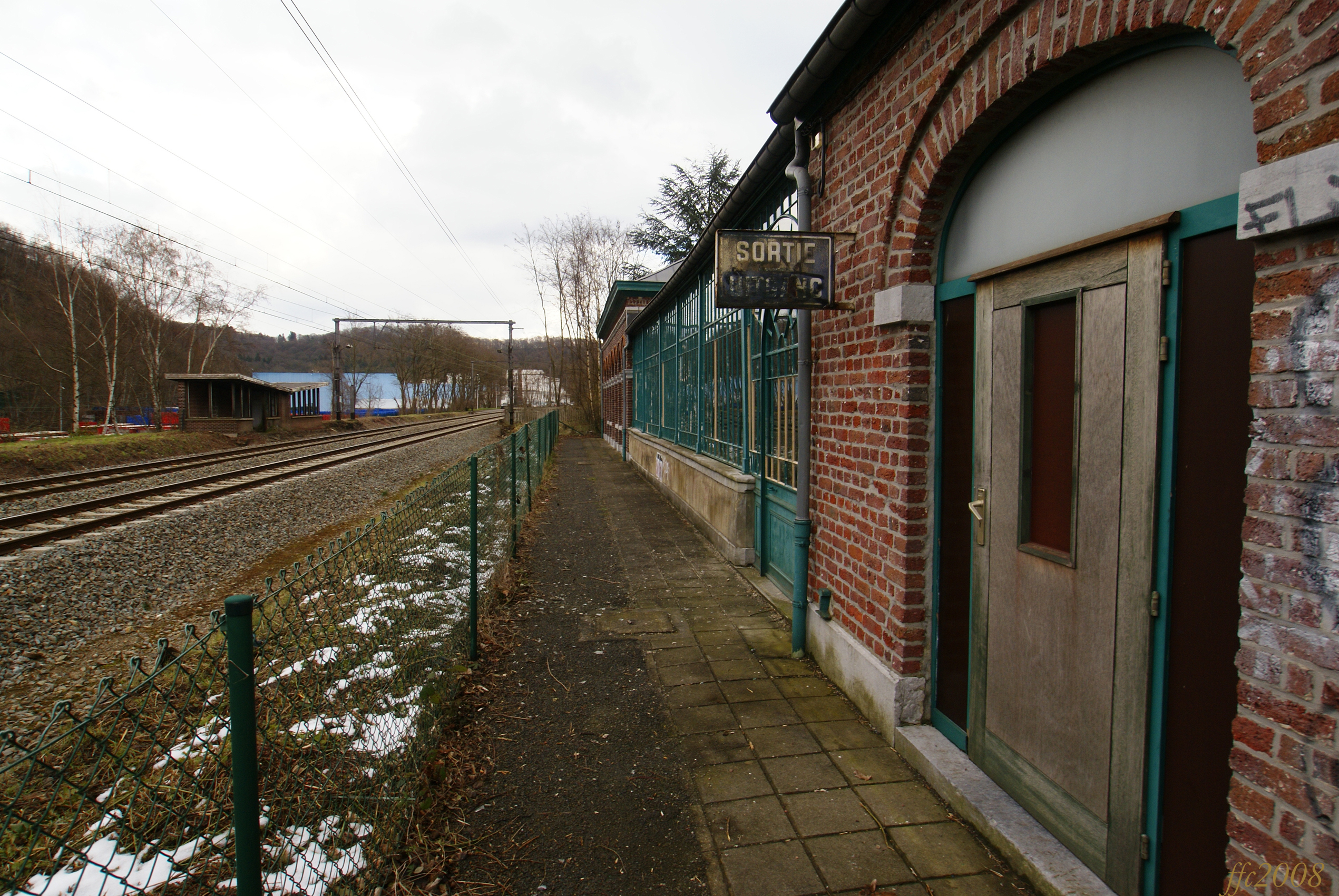
Gare rouverte en 2018.
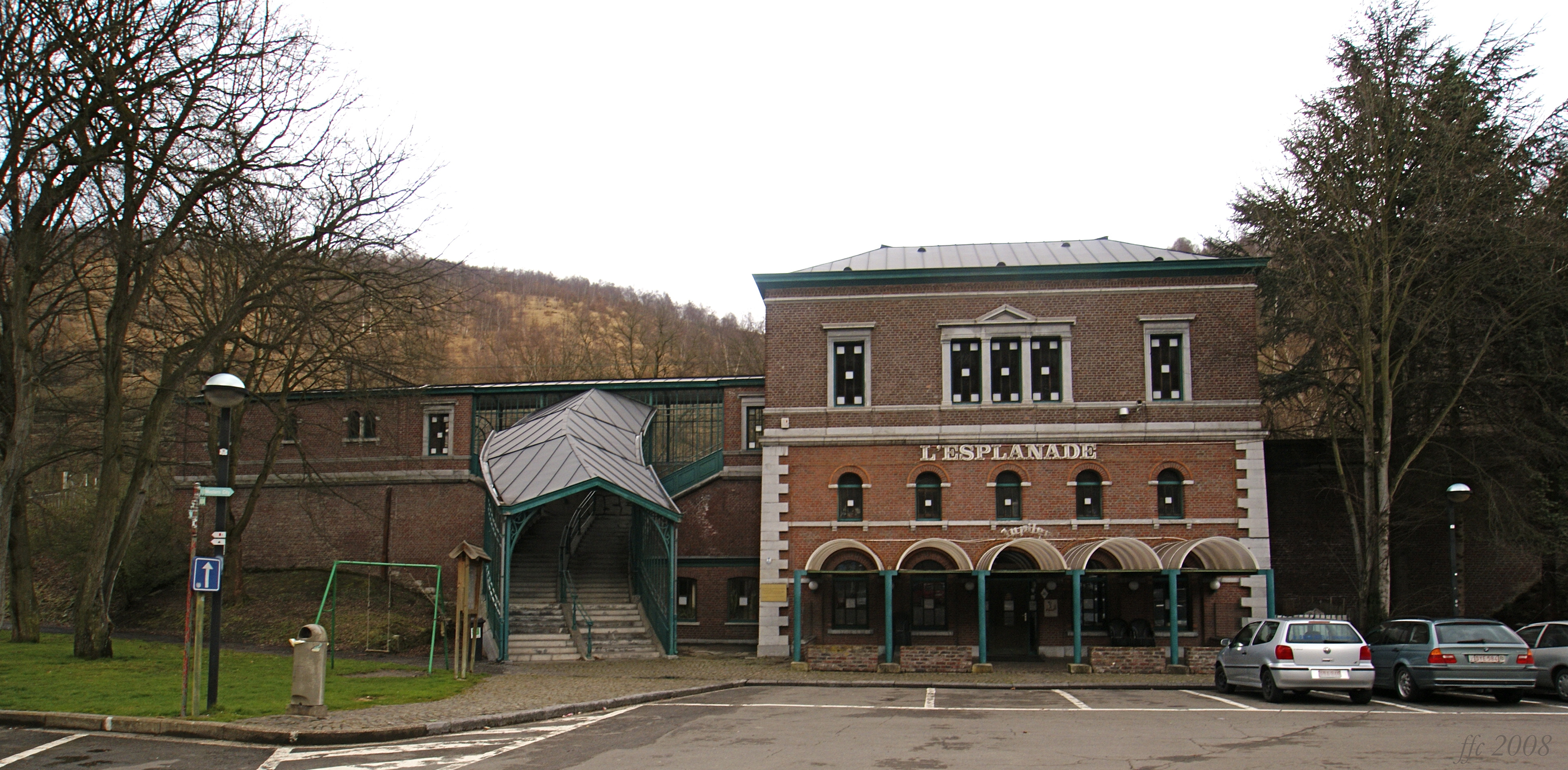
La façade principale de la gare.
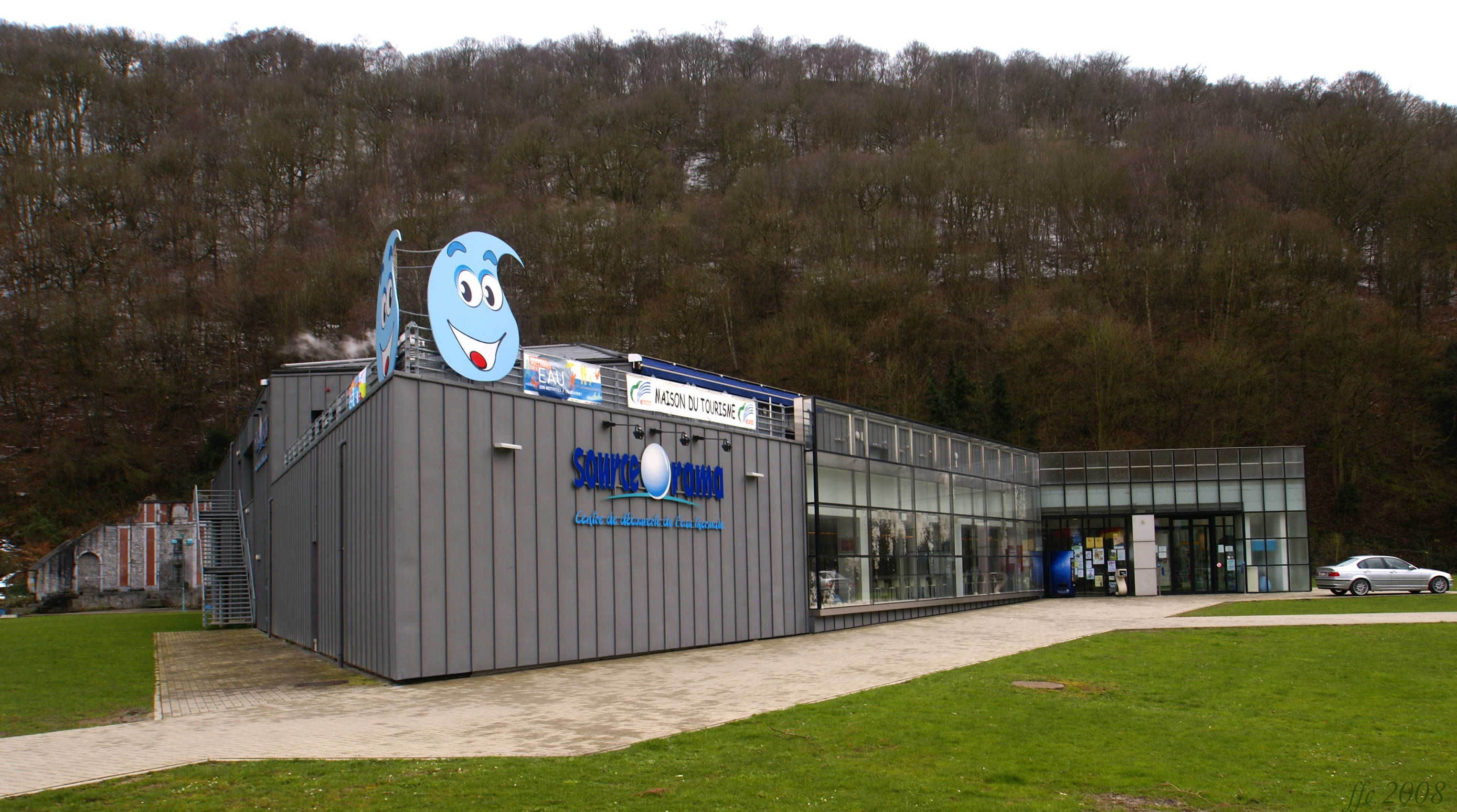
Source Orama.
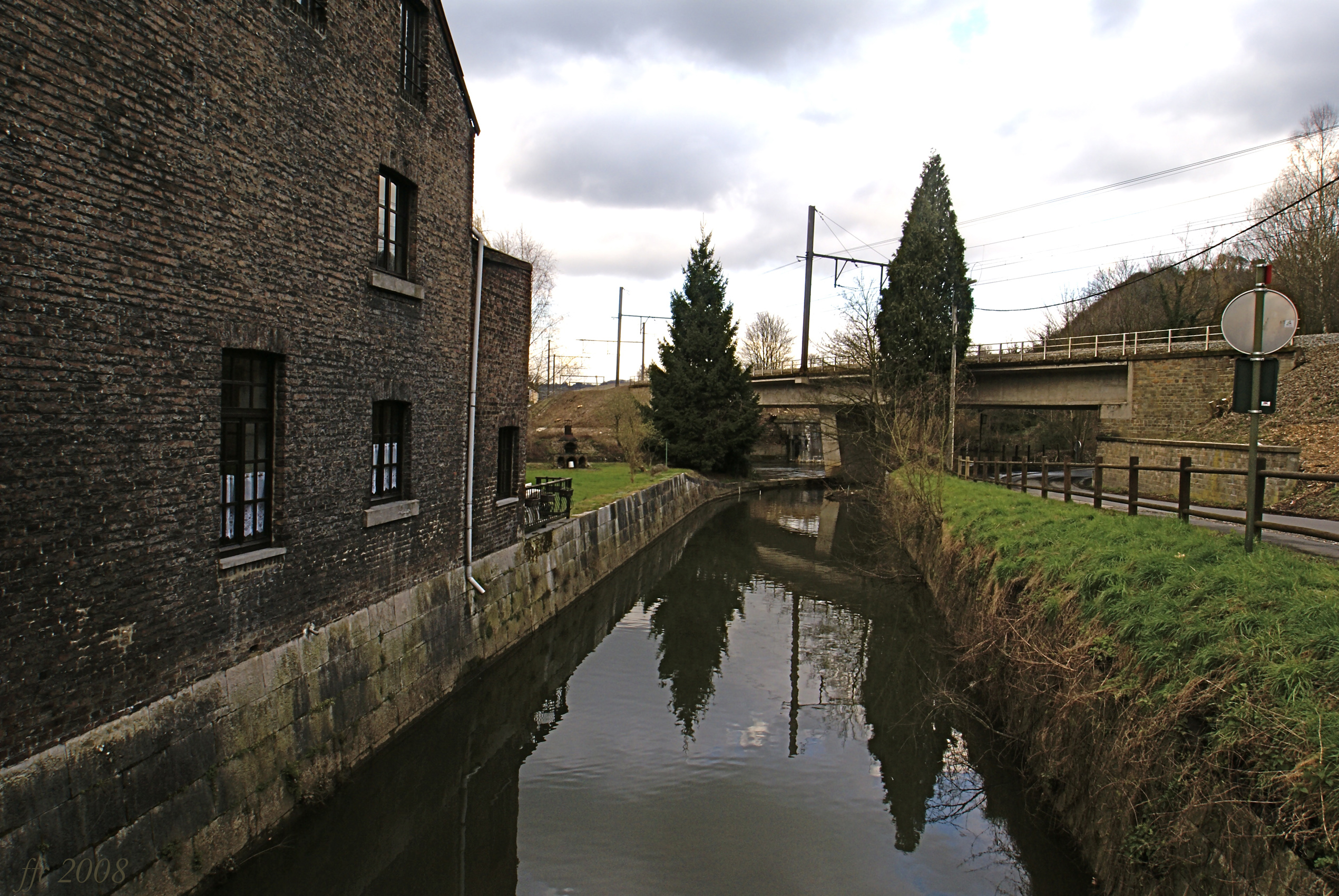
La rivière et le moulin d'Hauster.
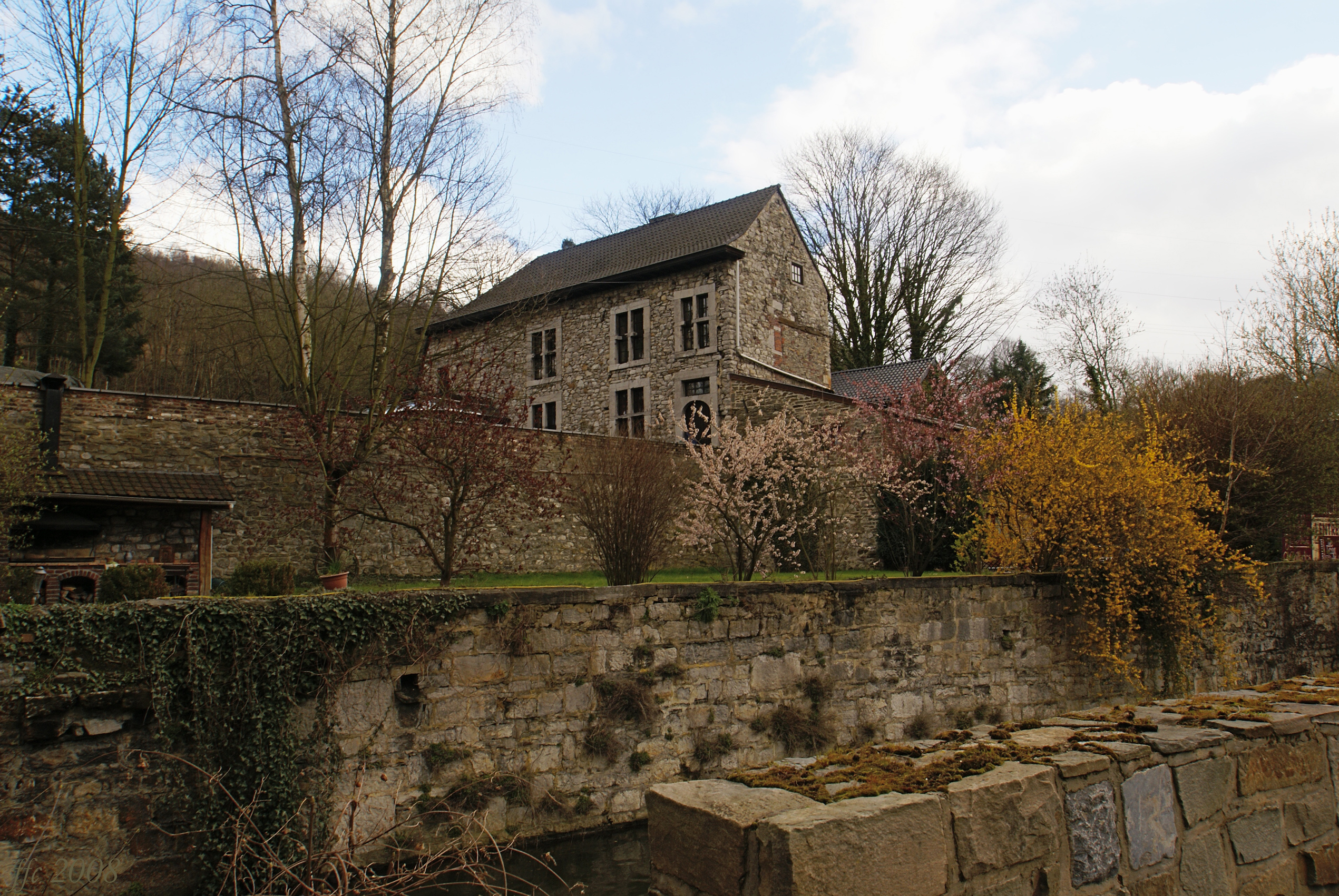
Vieille maison à Hauster.
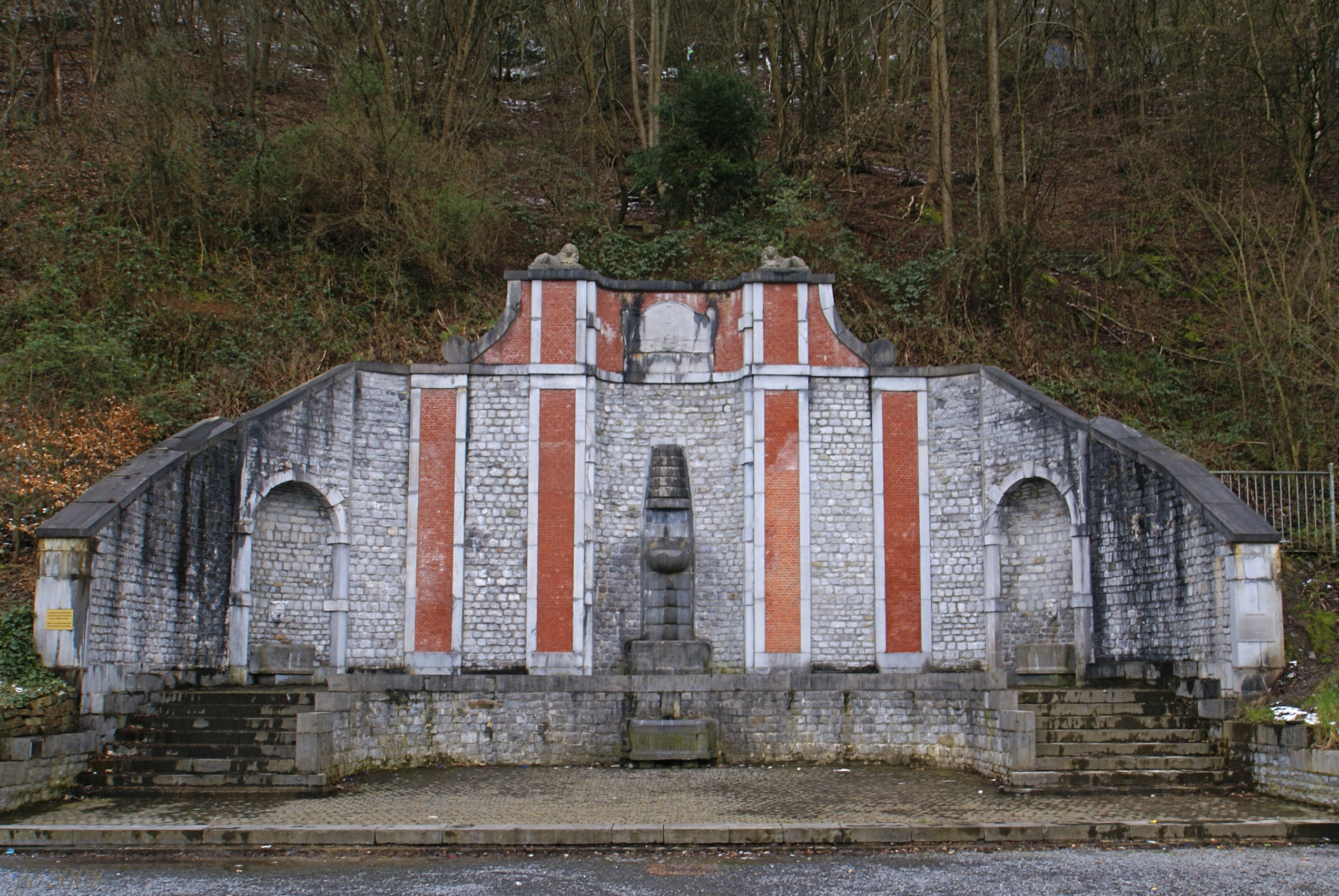
Les Belles Fontaines.
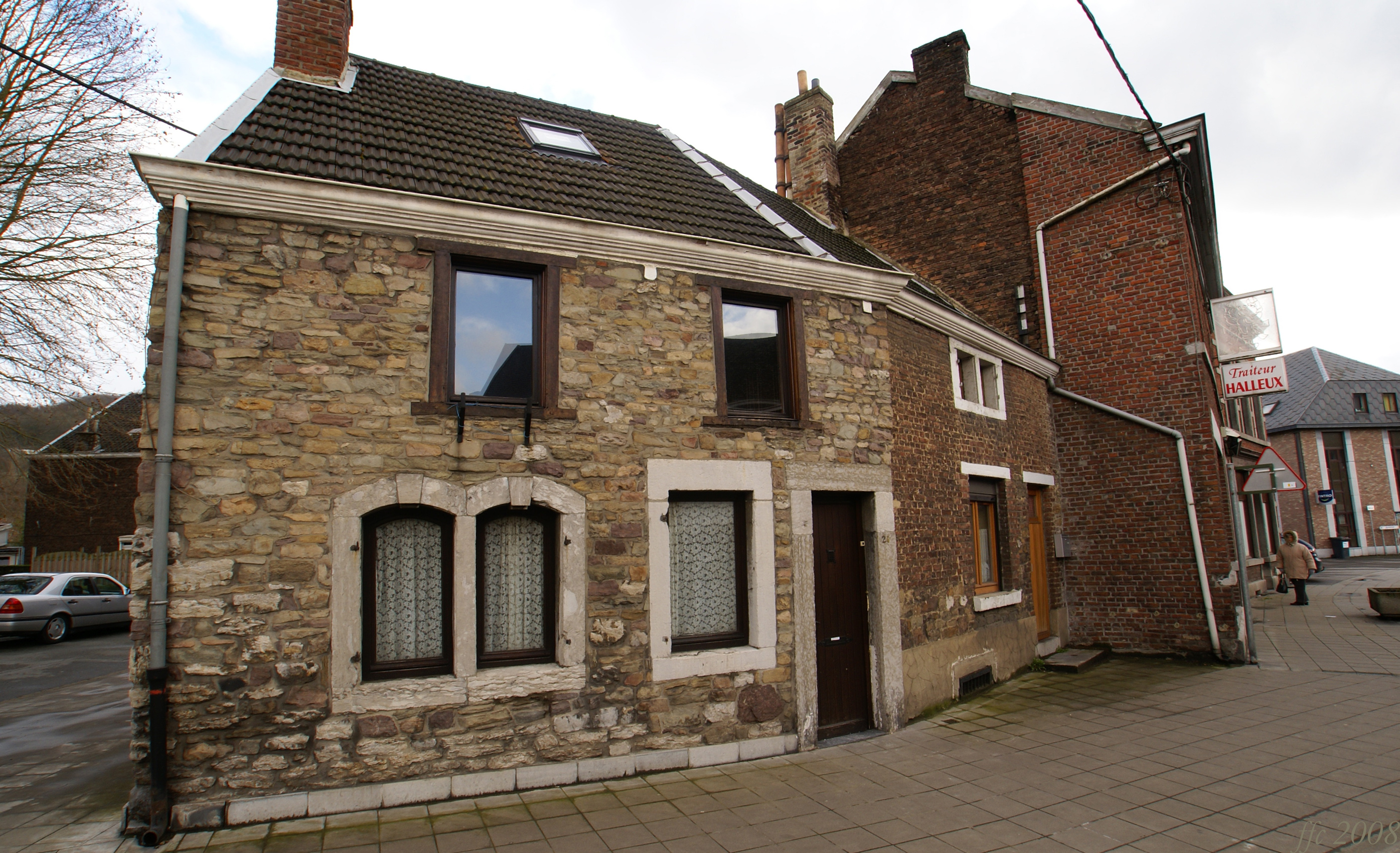
Place Théodore Foguenne à Vaux-sous-Chèvremont.
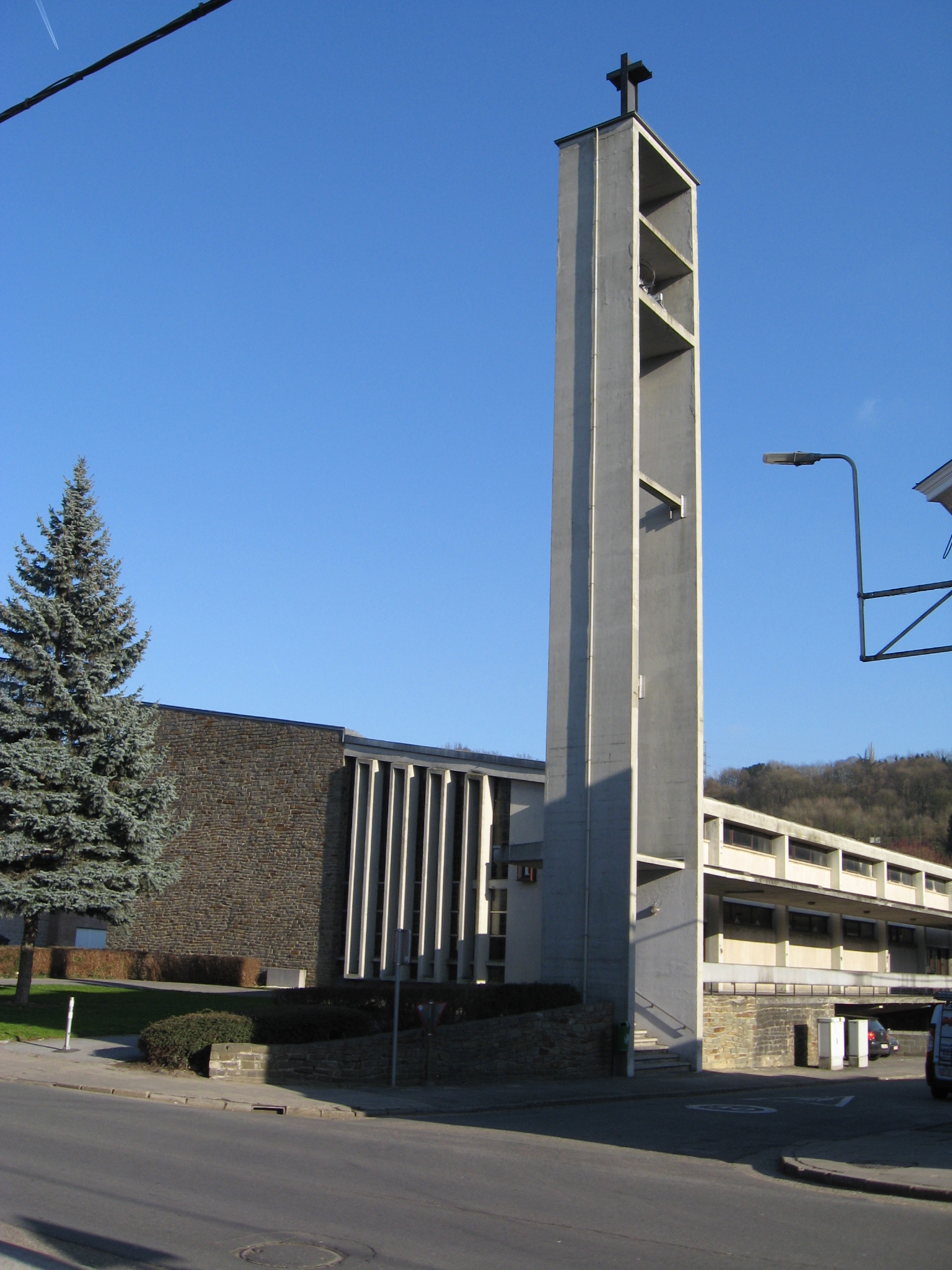
L'église Sainte-Vierge-Marie de Vaux-sous-Chèvremont.
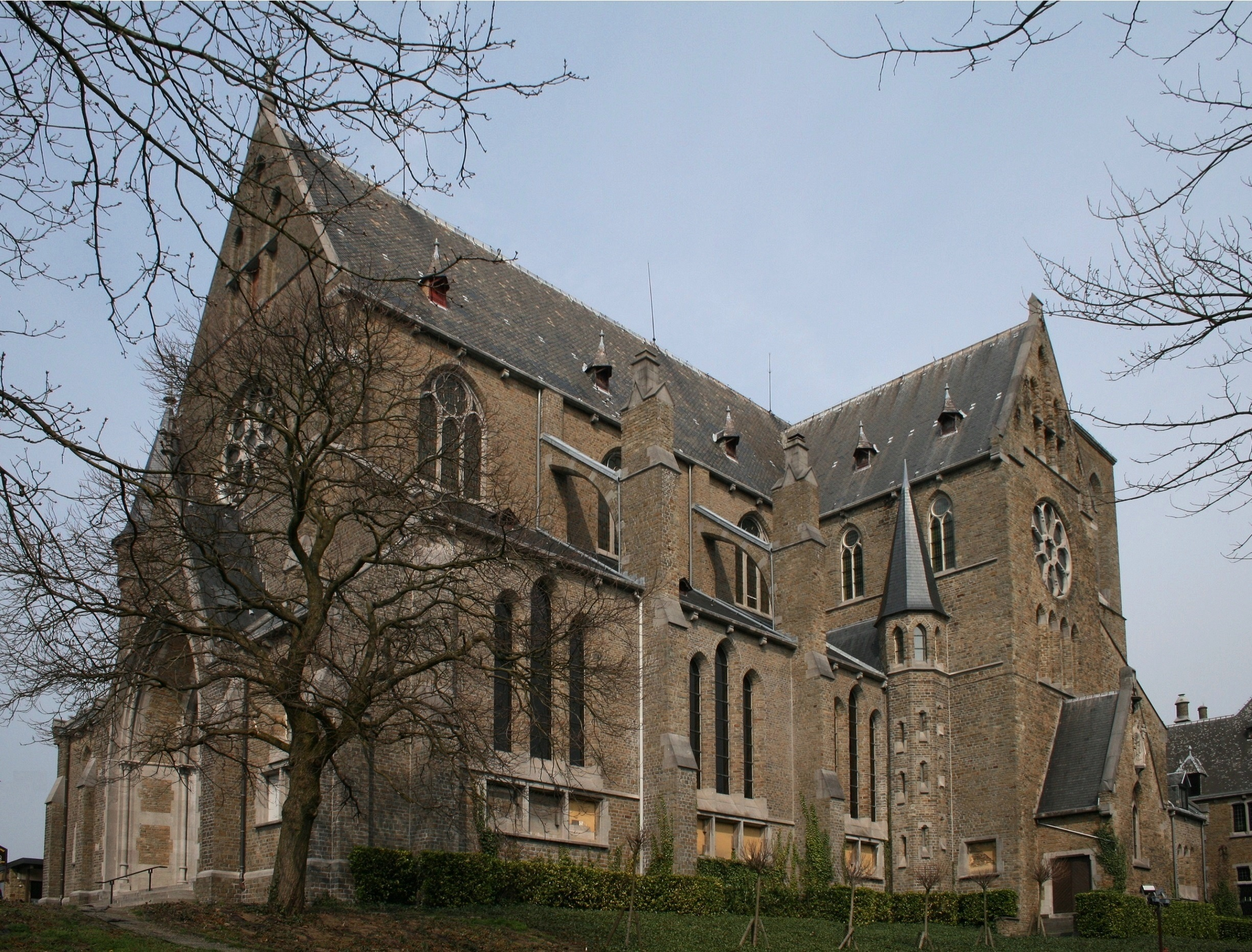
La basilique Notre-Dame.
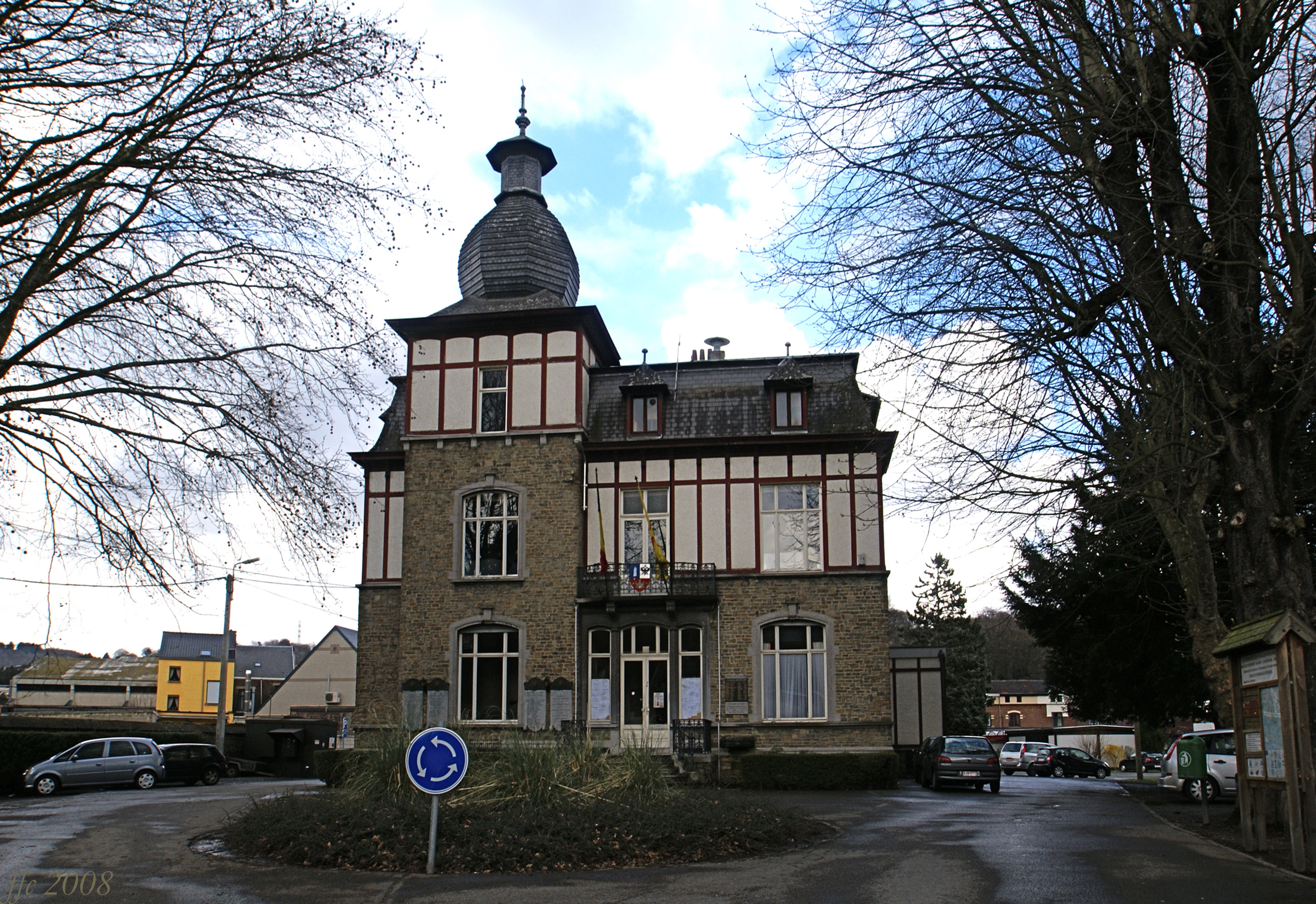
Ancienne maison communale.
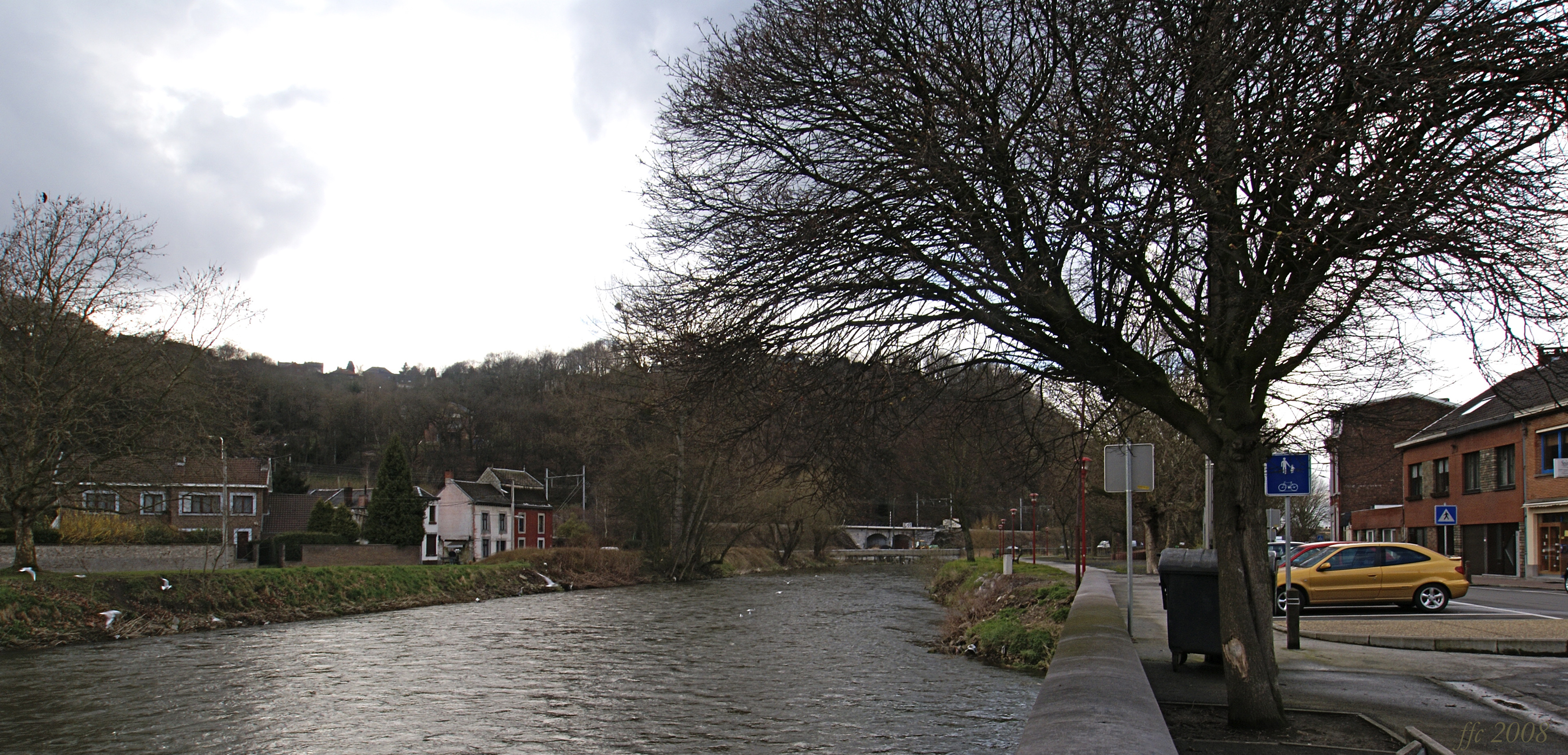
La Vesdre au centre de Vaux-sous-Chèvremont.
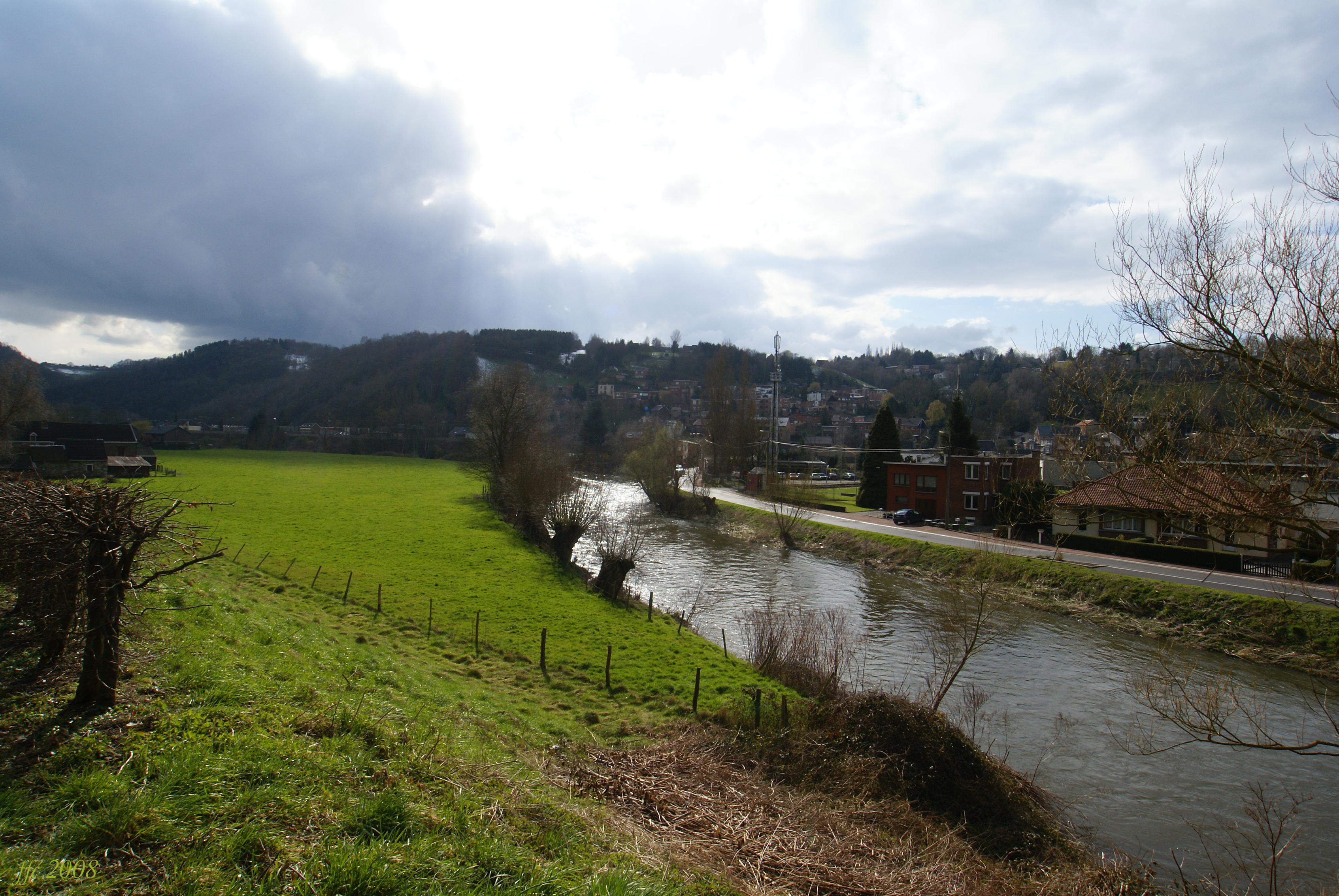
La Vesdre entre Vaux et Hauster.
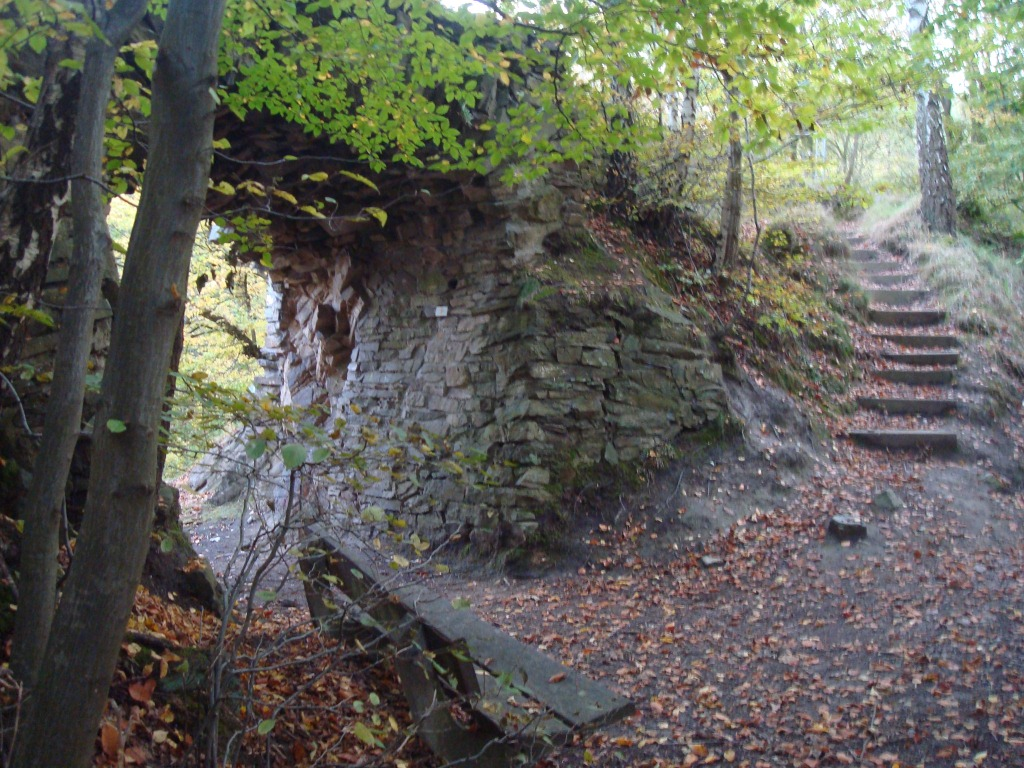
Le Pont du Diable.